# Кропоткин, Никита Иванович
Князь Ники́та Ива́нович Кропо́ткин — голова во времена правления Ивана Грозного.
Из княжеского рода Кропоткиных. Старший сын князя Ивана Дмитриевича Кропоткина, в 1488 году пожалован королём Казимиром IV поместьями в Луцке, в конце XV века, вместе с братом перешёл на службу к Москве, погиб в сентябре 1503 года в бою с лифляндцами. Внук родоначальника  Дмитрия Васильевича по прозванию Кропотка. Имел брата князя Андрея Ивановича, упомянутого в 1554 году в Казанском походе и головою: в 1549 году в шведском походе, в 1551 году в походе к Полоцку.

## Биография
В 1517 году письменный голова войск правой руки в походе к Юрьеву. В марте 1518 года голова Большого полка стоявшего в Дедилове. В 1519 году голова Передового полка вместе с князем Андреем Михайловичем Курбским, в августе ходил из-под Кеси по рижской дороге к трём городам. В 1544 году второй голова в шестом Передовом полку в Казанском походе, вместе с братом. В 1549-1550 годах голова у пушек в войсках под Казанью. В 1551 году тридцать седьмой голова в Государевом полку в походе к Полоцку, под его руководством 170 детей боярских, вновь вместе с братом.
По родословной росписи показан бездетным.

## Критика
В поколенной росписи князей Кропоткины имеются иные представители рода отмеченные по Российской родословной книге П.В. Долгорукова:
- № 5. Князь Кропоткин Никита Иванович — сын князя № 3 Ивана Дмитриевича (о ком статья).
- № 15. Князь Кропоткин Никита Иванович — сын князя № 7 Ивана Андреевича. В 1551 году написан во вторую статью московских детей боярских, в 1554 году показан стрелецким головою, послан к Казани.
- № 28. Князь Кропоткин Никита Иванович — сын князя № 17 Ивана Васильевича.

В Славянской энциклопедии под редакцией В. В. Богуславского представлены трое из пятерых детей князя № 7 Ивана Александровича Кропоткина: Никиты Ивановича, Никита Иванович Большой и Никита Иванович Меньшой. По всем поколенным росписям у князя Ивана Андреевича было два сына: князья Пётр и один № 15 Никита.
На сайтах интернета имеются иные князья Никиты Ивановичи Кропоткины, но в указанных в разделе Литература родословных книгах они не представлены и не упомянуты. В связи с тем, что все они жили в одно время, возможно смешивание служб.